# 安倍賴時
安倍賴時（？—1056年），原名賴良，號安太夫，日本平安時代的武將，陸奧國奧六郡的俘囚長。
安倍赖良乃陸奧大掾（一說為陸奧權守）安倍忠良之子。當時奧六郡為族長統治的半獨立勢力。11世紀中葉，势力壮大的安倍氏怠於向朝廷繳納貢租。因此在永承6年（1051年），朝廷派陸奧守藤原登任率數千人出征安倍氏以懲罰。賴良動用俘囚越過衣川襲擊國衙領，在鬼切部之戰中擊敗國府兵（前九年之役）。朝廷不得不改派源賴義為新的陸奧守。翌年春，為了给上東門院藤原彰子病愈祈禱，朝廷实行天下大赦，赦免了安倍氏。另一方面，由於與新的陆奥守源賴義的名字讀音相同，安倍賴良也改名安倍賴時。
天喜4年（1056年），源賴義任期將滿回京之時，部眾在多賀城遭到襲擊。賴義要求交出嫌疑人，也就是安倍賴時的嫡子貞任（阿久利川事件）。這遭到賴時的拒絕，並舉兵反叛。賴義下達討伐賴時的宣旨。天喜5年（1057年）7月，同族安倍富忠受到源賴義的招撫，在仁土呂志邊突襲安倍賴時，賴時中箭身負重傷，在退往根據地衣川的途中，在鳥海柵死去，其子安倍貞任繼位。